# 下比诺普特
下比诺普特（法語：Burnhaupt-le-Bas，发音：[byʁnopt lə ba] 或 [buʁn(h)aupt lə ba]；德语：Niederburnhaupt）是法国上莱茵省的一个市镇，属于坦恩-盖布维莱尔区和马斯沃县（Masevaux）。该市镇总面积11.77平方公里，2009年时的人口为1708人。

## 人口
下比诺普特人口变化图示